# Municipio de Monroe (condado de Snyder)
El municipio de Monroe (en inglés: Monroe Township) es un municipio ubicado en el condado de Snyder en el estado estadounidense de Pensilvania. En el año 2000 tenía una población de 4.012 habitantes y una densidad poblacional de 99 personas por km².

## Geografía
El municipio de Monroe se encuentra ubicado en las coordenadas 40°52′36″N 76°52′35″O / 40.87667, -76.87639.

## Demografía
Según la Oficina del Censo en 2000 los ingresos medios por hogar en la localidad eran de $41,907 y los ingresos medios por familia eran $57,731. Los hombres tenían unos ingresos medios de $40,996 frente a los $22,490 para las mujeres. La renta per cápita para la localidad era de $26,978. Alrededor del 4,3% de la población estaban por debajo del umbral de pobreza.